# TAKE FIVE
《TAKE FIVE~우리는 사랑을 훔칠 수 있을까~》(일본어: TAKE FIVE〜俺たちは愛を盗めるか〜 テイク・ファイブ おれたちはあいをぬすめるか[*])는 2013년 4월 19일부터 6월 22일까지 TBS 계열의 금요드라마 시간대(매주 금요일 20:00 ~ 22:54 〈JST〉)에서 방송된 일본의 텔레비전 드라마이다. 주연은 카라사와 토시아키.

## 줄거리

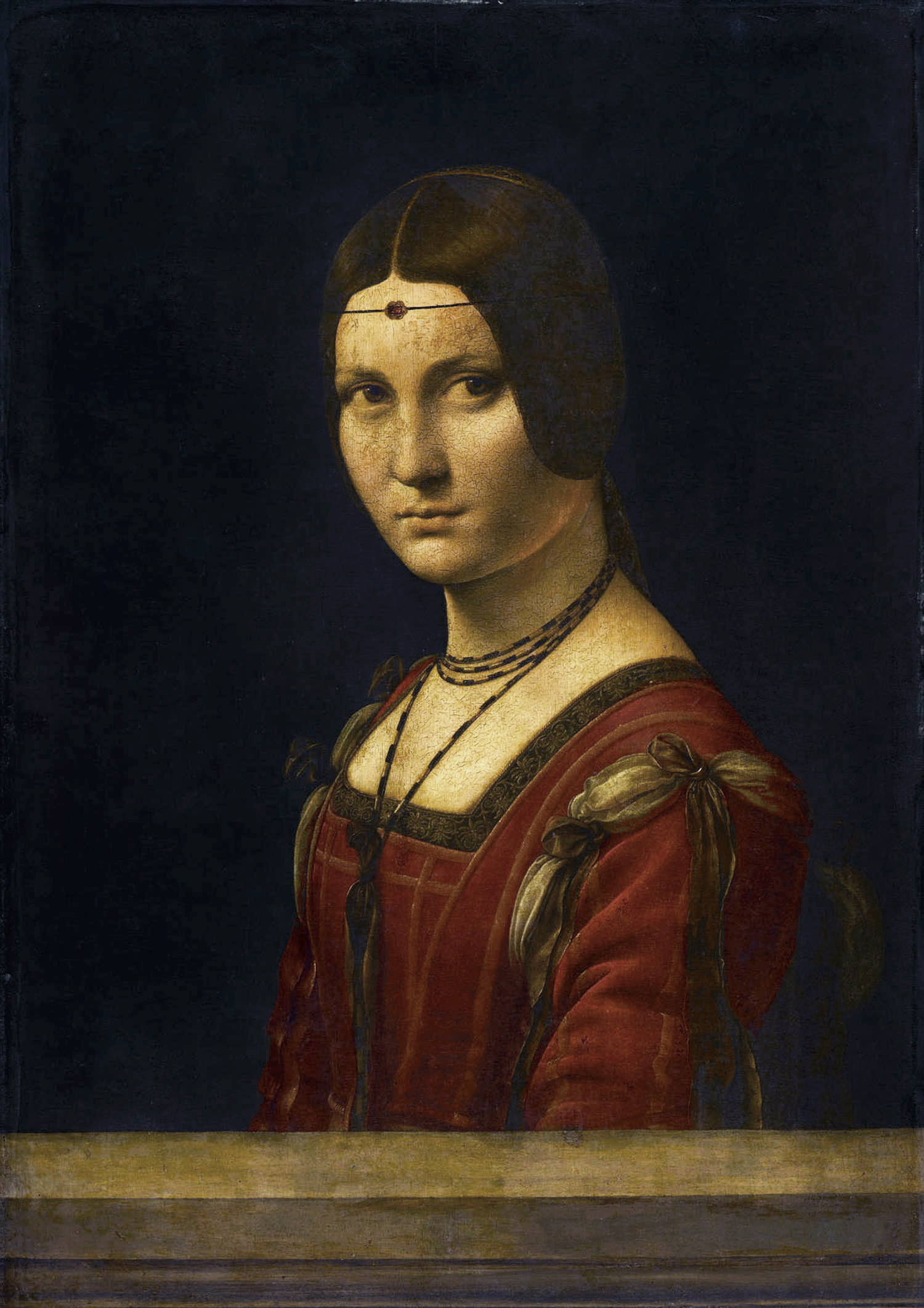
본작에 등장하는 회화, 레오나르도 다 빈치의 〈루크레치아의 초상(밀라노의 귀부인의 초상)〉(루브르 박물관 소장)

〈TAKE FIVE〉라는 도둑단은, 나쁜 녀석들로부터 거금을 빼앗는 의적 집단이다. 20년 전까지 〈TAKE FIVE〉에서 아버지와 행동을 함께 했던 호무라 마사요시(카라사와 토시아키)는 한 사건이 계기로 〈TAKE FIVE〉를 인퇴했다. 그 후는 도내의 대학에서, 범죄에 손을 대지 않고 교수로서 교편을 잡고 있었다.

## 등장인물

### TAKE FIVE
호무라 마사요시 - 카라사와 토시아키
죠쿄 대학 심리학부 연구실 교수. 전공은 연애 심리학. 재즈 넘버 〈테이크 파이브〉를 애청하며, 재즈 바 〈SWING TIME〉의 오너를 하고 있지만, 술을 못한다.
니이미 하루토 (27) - 마츠자카 토리
경비 회사·제1보안 방범 시스템 개발부 직원. 동도 은행 보안 시스템의 설계자.
미나미 신이치 (50) - 롯카쿠 세이지
와카바 종합 병원 약제사. 호무라의 옛 친구의 동료. 현재는 쇼코와 결혼해 4살인 딸, 모모카가 있다.
히오카 타모츠 (26) - 이리에 진기 (소년 시절:스다 에이토)
1986년 10월 14일 출생. 고양이에 서투름. 중장비 메이커의 시험 주행 담당자. 할아버지는 원 TAKE FIVE의 멤버.
이와츠키 카이 - 이나가키 고로 (SMAP)
시바다이몬 경찰서 형사.

#### 구 멤버
고토 (50) - 미네 류타
현재는 행방 불명.
노가미 마코토 - 코바야시 타카시
20년 전에 TAKE FIVE가 도쿄 미술관에서 〈루크레치아의 초상〉을 훔쳤을 때, 사사하라를 살해한 죄로 시바다이몬 경찰서에 구류되어 있었지만, 유치장에서 자살. 절도엔 사랑이 중요하다고 호무라에게 가르친다.

#### 관계자
사사하라 루이 - 마츠유키 야스코 (소녀 시절:히로세 스즈)
시바다이몬 경찰서 도범 담당 형사. TAKE FIVE가 일으킨 사건으로 아버지를 여읜다.
사사하라 사에 - 에다 유카
루이의 동생. 죠쿄 대학 심리학부에 다니는 학생. 이전에는 경찰관을 지망했지만, 호무라의 강의의 영향으로 대학원을 진학하고 싶다고 생각하게 된다.
사사하라 토오루 - 스가와라 다이키치
루이·사에의 아버지. 전 형사. 〈루크레치아의 초상〉이 보관되어 있던 도쿄 미술관에서 누군가에게 살해된다.
미나미 쇼코 - 히로나카 마키 / 미나미 모모카 (4) - 이노우에 미소라
미나미의 가족.
홈리스 - 바이쇼 미츠코
도둑을 그만둔 호무라에게 다가가 〈루크레치아의 초상〉의 정보를 흘린다.

### 경시청 시바다이몬 경찰서
마스다 코조 - 덴덴
도범 담당 계장.
야노 쇼타로 (23) - 치바 유다이
도범 담당.
카가와 류이치 - 아베 신노스케
도품 관리계.

### SWING TIME
호무라가 주인을 맡고 있는 재즈 바. TAKE FIVE의 비밀 기지이기도 하다.
바텐더 - 스루가 타로
SWING TIME의 바텐더.
사유리 - JUJU
재즈 싱어.

### 그 외
카키자와 나나 - 후쿠다 아야노
호무라의 조수.
리카 - 아오야마 유나 / 타가미 - 나가오사 타카모리
죠쿄 대학 심리학부에 다니는 학생. 호무라의 강의를 수강하고 있다.

## 스태프
- 원안·각본 - 사쿠라이 타케하루
- 각본 - 후지이 키요미, 우시오 켄타로
- 음악 - 칸노 유고
- 연출 - 오카모토 싱고, 와타세 아키히코, 카와시마 류타로
- 제작 저작 - TBS

## 악곡

### 주제가
- 2PM 〈GIVE ME LOVE〉 (아리오라 재팬/JYP 엔터테인먼트)

### 삽입곡
- JUJU 〈TAKE FIVE〉 (소니 뮤직 어소시에이티드 레코즈)

## 방송 일자
| 각 화                                                       | 방송일          | 부제                                                                                   | 연출            | 시청률 |
| ----------------------------------------------------------- | --------------- | -------------------------------------------------------------------------------------- | --------------- | ------ |
| TAKE 1                                                      | 2013년 4월 19일 | 우리는 사랑을 훔칠 수 있을까 ~악으로부터 훔치는 정의의 도둑VS여형사의 운명~금단의 사랑 | 오카모토 싱고   | 12.3%  |
| TAKE 2                                                      | 2013년 4월 26일 | 사랑의 값~5번째는 누구? 체포!?                                                         | 오카모토 싱고   | 10.5%  |
| TAKE 3                                                      | 2013년 5월 3일  | 형사를 돕는 도둑! 경찰에 잠입                                                          | 와타세 아키히코 | 10.5%  |
| TAKE 4                                                      | 2013년 5월 10일 | 5명이서 기적을 훔쳐라! 자매의 사랑                                                     | 카와시마 류타로 | 11.1%  |
| TAKE 5                                                      | 2013년 5월 17일 | 배신자는 누구!? 라이벌 출현                                                            | 와타세 아키히코 | 8.6%   |
| TAKE 6                                                      | 2013년 5월 24일 | 동료를 구할 것인가? 우정편 완결                                                        | 오카모토 싱고   | 8.6%   |
| TAKE 7                                                      | 2013년 5월 31일 | 다 빈치를 빼앗아 사랑이 있는 거짓말                                                    | 카와시마 류타로 | 9.8%   |
| TAKE 8                                                      | 2013년 6월 7일  | 타카라즈카의 스타에서부터 훔쳐라 남자와 여자의 싸움                                    | 카와시마 류타로 | 8.7%   |
| TAKE 9                                                      | 2013년 6월 14일 | 최종장·전~배신 최후의 만찬                                                             | 와타세 아키히코 | 9.5%   |
| TAKE 10                                                     | 2013년 6월 21일 | 사랑하는 사람의 목숨을 구하기 위해 배신하는 사람은 누구?                               | 오카모토 싱고   | 11.1%  |
| 평균 시청률 10.1% (시청률은 칸토 지구·비디오 리서치사 조사) |                 |                                                                                        |                 |        |

- 첫회는 25분 확대 (22:00 ~ 23:19).

## 무대
2015년 5월, 아카사카 ACT 시어터와 우메다 예술 극장에서, 무대 《TAKE FIVE》가 상연되었다.
2016년 5월, 아카사카 ACT 시어터에서, 속편이 되는 무대 《TAKE FIVE2》가 상연되었다.

### TAKE FIVE

#### 캐스트
- 후지가야 타이스케
- 란쥬 토무
- 야마모토 유스케

### TAKE FIVE2

#### 캐스트
- 후지가야 타이스케
- 야마모토 유스케
- 신카와 유아
- 아란 케이